# Boone megye (Indiana)
Boone megye az USA-beli Indiana államban található. Megyeszékhelye Lebanon. Lakosainak száma 70 812 fő (2020. április 1.). Boone megye Clinton, Hamilton, Marion, Hendricks és Montgomery megyékkel határos.

## Népesség
| Lakosok száma | 56 829 | 57 829 | 58 994 | 60 477 | 63 344 | 70 812 |
|               | 2010   | 2011   | 2012   | 2013   | 2015   | 2020   |

## Története
A megyét 1830. április 1-jén alapították és Daniel Boone-ról nevezték el. 1833 óta Lebanon a megyeszékhely.

## Földrajza
A megye területe 1096 km² amiből 1 km² vízfelület.

### Szomszédos megyék
- Clinton megye
- Hamilton megye
- Marion megye
- Hendricks megye
- Montgomery megye

### Nagyobb települések
| - Advance - Jamestown - Lebanon - Thorntown | - Ulen - Whitestown - Zionsville |

### Egyéb települések
| - Big Springs - Dover - Eagle Village - Elizaville - Fayette | - Hazelrigg - Mechanicsburg - Milledgeville - New Brunswick - Northfield | - Rosston - Royalton - Terhune - Waugh |

### Elhagyatott városok
- Ratsburg

### Járások
| - Center - Clinton - Eagle - Harrison | - Jackson - Jefferson - Marion - Perry | - Sugar Creek - Union - Washington - Worth |

### Fontosabb autópályák
- Interstate 65
- Interstate 74
- Interstate 465
- Interstate 865
- U.S. Route 52
- U.S. Route 421
- Indiana State Road 32
- Indiana State Road 39
- Indiana State Road 47
- Indiana State Road 75
- Indiana State Road 267
- Indiana State Road 334